# Federatsiya Hokkeya Kazakhstana
Federatsiya Hokkeya Kazakhstana ordnar med organiserad ishockey i Kazakstan. Kazakstan inträdde i IIHF den 6 maj 1992.
Uppskattningsvis beräknades antalet registrerade spelare till 4 716.

### Fotnoter
1. ↑  ”Kazakhstan”. International Ice Hockey Federation. http://www.iihf.com/iihf-home/countries/kazakhstan.html. Läst 9 april 2012.
2. ↑  ”Arkiverade kopian”. Arkiverad från originalet den 1 april 2012. https://web.archive.org/web/20120401192529/http://icehockey.kz/federation. Läst 9 april 2012.